# Grundlovens 100-års jubilæum
Grundlovens 100-års jubilæum er en dansk dokumentarfilm fra 1949 med ukendt instruktør.

## Handling
Der er forberedt store festligheder i anledning af grundlovsjubilæet. I København nedlægges der kranse ved rytterstatuen af Kong Frederik 7. - et monument over kongens centrale rolle i enevældens ophør og Grundlovens indførelse - foran Christiansborg. 800 er indbudt til grundlovsmøde i Folketinget, hvor en række talere går på talerstolen, blandt andet fra Færøerne, Grønland, de nordiske lande og det britiske underhus. Om eftermiddagen går en række embedsmænd fra Københavns Rådhus i procession til Christiansborg Slotsplads, hvor Rigsdagens præsidium byder velkommen til taler, sang og musik. Der er tusindvis af fremmødte. Dagen efter - 2. pinsedag - afholdes der folkemøder landet over, blandt andet i Den gamle Stændergaard i Roskilde og efterfølgende i Herthadalen i Lejre. I Marselisborgparken i Århus er der folkemøde, hvor borgmester Unmack Larsen taler. I mange byer er der arrangeret historiske optog og friluftsfestspil, for eksempel i Viborg, hvor den historiske hovedperson er bisp Gunner.